# Placsidol
Placsidol (bolgárul: Плачидол) falu Bulgária keleti részén, Dobrics megyében, Dobricstól 5 km-re keletre, a román határtól 40 km-re délre. Fekvése síkvidéki, mezőgazdasági területek veszik körül.
Dobrics, Braniste, és a 27-es főút felől megközelíthető főúton. Vasút nem halad át rajta.
A helyiek nagy része mezőgazdasággal foglalkozik, illetve a közeli Dobricsban talál munkát.